# 飯島夕雁
飯島 夕雁（いいじま ゆかり、1964年5月19日 - ）は、日本の政治家。元衆議院議員（1期）。

## 略歴
東京都生まれ。1983年、高校卒業後小金井市に就職した。働きながら中央大学商学部貿易学科の夜間部に通い、1988年3月に卒業する。
その後編集者、東京都港区職員、病院職員を経て、2002年に日本最小の地方自治体である東京都青ヶ島村の教育長公募に合格。同年4月から、約3年間にわたり青ヶ島村教育長を務めた。
2005年、第44回衆議院議員総選挙に北海道10区から自由民主党公認で出馬する。北海道10区に地縁はなく、小泉純一郎首相が成立に執念を燃やす郵政民営化法案に反対した山下貴史衆議院議員に対する「刺客」であった。小選挙区では民主党の小平忠正、無所属で出馬した山下の後塵を拝したが、比例北海道ブロックで復活し、初当選した。
2009年の第45回衆議院議員総選挙では、前回のように比例ブロックで優遇されず、北海道10区で小平に7万票超の大差をつけられ落選した。
2010年12月、夕張市長選挙に出馬する意向を表明。2011年4月の選挙では自民・公明・みんな3党の推薦を受け出馬したが、落選した。
2012年より岩見沢市のNPO法人たよれーるの理事長を務める。

## 人物
- 夫は北海道岩見沢市在住のデザイナー。
- 小泉チルドレンの1人であり、議員在職中は83会や武部グループに所属していた。
- 2011年4月の夕張市長選に落選した際、「夕張市民の良識がこういうものであった」と述べた[1]。

## 所属団体・議員連盟
- 83会
- 日韓議員連盟
- 自由民主党ボウリング振興議員連盟（幹事）

## 参考資料
- 重松清「ニッポンの単身赴任」講談社文庫（ISBN:4062752123）